# Даро
Вижте пояснителната страница за други значения на Даро.
Даро (на испански: Darro) е река в Испания, преминаваща през град Гранада. Името ѝ произлиза от латински aurus (злато). По-късно арабите я наричат Hadarro, което преминава в Дауро (Dauro) при завземането на Гранада от испанците. Даро също е и името на село в провинция Гранада, Испания.